# Friedrich Wilhelm Heise (Politiker)
Friedrich Wilhelm Heise (* 6. Mai 1791 in Stade; † 23. November 1862 ebenda) war ein hannoverscher Verwaltungsjurist und Landdrost.

## Leben
Heise war Sohn des Amtsschreibers und späteren Oberzollinspektors Otto Christoph Heise († 1819). Nach dem Schulbesuch in Stade und auf der Klosterschule Ilfeld begann er 1808 sein Studium der Rechtswissenschaften an der Universität Göttingen. Durch Stammbucheinträge ist er als Mitstifter des Corps Hannovera Göttingen am 18. Januar 1809 belegt. Im Zuge der Gendarmen-Affäre und dem dieser folgenden Auszug der Göttinger Studentenschaft wechselte er zum Wintersemester 1809/10 an die Universität Heidelberg und stiftete dort mit anderen Göttinger Studenten das Corps Hannovera Heidelberg. Im Oktober 1810 kehrte er nach Göttingen zurück und im Oktober 1811 immatrikulierte er sich zu seinem in der Franzosenzeit für Juristen obligatorischen Studienaufenthalt an der Universität Dijon. Nach dem Studium trat er 1813 als Auditor im Amt Coldingen in den hannoverschen Staatsdienst ein. 1814 wurde er Amtsschreiber im Amt Gifhorn und 1817 Regierungssekretär bei der Landdrostei Stade. 1824 erfolgte seine Beförderung zum Regierungsrat bei der Landdrostei Lüneburg und 1844 wurde er als Regierungsrat wieder in seine Heimatstadt Stade versetzt. 1852 wurde Heise Geheimer Regierungsrat und 1858 Landdrost (Regierungspräsident) der Landdrostei Stade, ab 1862 als Geheimer Rat. Heise war Commandeur des Guelphen-Ordens 1. Klasse. Er starb an einem Nervenschlag.